# Großohr-Gebirgswühlmaus
Die Großohr-Gebirgswühlmaus (Alticola macrotis) ist eine Nagetierart aus der Gattung der Gebirgswühlmäuse (Alticola). Sie kommt im südlichen Sibirien im Bereich des Baikalsees bis in die Mongolei, Kasachstan und in den Norden des chinesischen Xinjiang vor.

## Merkmale
Die Großohr-Gebirgswühlmaus erreicht eine Kopf-Rumpf-Länge von 10,0 bis 12,5 Zentimeter mit einem Schwanz von 2,1 bis 2,9 Zentimeter Länge bei einem Gewicht von etwa 36 bis 40 Gramm. Die Hinterfußlänge beträgt 15 bis 17 Millimeter, die Ohrlänge 13 bis 16 Millimeter. Das Rückenfell ist dunkel graubraun mit vereinzelten langen schwarzen Haaren. Die Bauchseite ist weiß. Der Schwanz ist sehr kurz, er ist oberseits dunkelbraun und unterseits weiß.
Der Schädel hat eine Gesamtlänge von 25,5 bis 28,0 Millimeter, er besitzt sehr kleine Paukenblasen (Bullae tympanica). Die Mahlzähne zeichnen sich durch eine dicke Schicht Zahnschmelz aus und haben deutlich abgerundete Ecken als die anderer Arten.

## Verbreitung
Die Großohr-Gebirgswühlmaus lebt in der Trans-Baikal-Region und im Tarbagataigebirge vor. Sie kommt im südlichen Sibirien im Bereich des Baikalsees bis in die Mongolei, Kasachstan und den Norden des chinesischen Autonomen Gebiets Xinjiang vor. In der Mongolei ist die Art im Mongolischen Altai und am Munku Sardyk im Ostsajan anzutreffen. Die Höhenverbreitung reicht bis 2450 Meter.

## Lebensweise
Die Großohr-Gebirgswühlmaus lebt vor allem in Nadelwaldgebieten und Mischwaldbeständen auf felsigen Berghängen. Die Tiere ernähren sich wahrscheinlich primär herbivor von Pflanzenteilen.

## Systematik
Die Großohr-Gebirgswühlmaus wird als eigenständige Art innerhalb der Gattung der Gebirgswühlmäuse (Alticola) eingeordnet, die aus zwölf Arten besteht. Die wissenschaftliche Erstbeschreibung stammt von dem deutschen Naturforscher Gustav Radde aus dem Jahr 1862, der die Art anhand von Individuen aus dem Ostsajan (Vostochnyy Sayan) in der Region Krasnojarsk im Süden Sibiriens beschrieb. Eine nahe Verwandtschaft besteht mit der Lemming-Gebirgswühlmaus (Alticola lemminus) aus dem nordöstlichen Sibirien. Alticola fetisovi aus der Baikalsee-Region wurde teilweise als Unterart der Großohr-Gebirgswühlmaus betrachtet, teilweise jedoch auch als eigenständige Art eingestuft.

## Status, Bedrohung und Schutz
Die Großohr-Gebirgswühlmaus wird von der International Union for Conservation of Nature and Natural Resources (IUCN) als nicht gefährdet (Least concern) eingeordnet. Begründet wird dies mit dem sehr großen Verbreitungsgebiet und den angenommenen großen Beständen der Art. Zu den Bestandszahlen liegen keine Informationen vor, im Verbreitungsgebiet der Art sind keine bestandsgefährdenden Risiken bekannt. Lokal könnten Waldbrände eine Gefährdung für lokale Populationen sein.

## Belege
1. 1 2 3 4  Darrin Lunde, Andrew T. Smith: Large-Eared Mountain Vole. In: Andrew T. Smith, Yan Xie: A Guide to the Mammals of China. Princeton University Press, Princeton NJ 2008, ISBN 978-0-691-09984-2, S. 217.
2. 1 2 3 4 5  Alticola macrotis in der Roten Liste gefährdeter Arten der IUCN 2016.2. Eingestellt von: N. Batsaikhan, D. Tinnin, S. Shar, G. Sukhchuluun, 2008. Abgerufen am 22. September 2016..
3. 1 2  Alticola macrotis. In: Don E. Wilson, DeeAnn M. Reeder (Hrsg.): Mammal Species of the World. A taxonomic and geographic Reference. 2 Bände. 3. Auflage. Johns Hopkins University Press, Baltimore MD 2005, ISBN 0-8018-8221-4.